# Štěpán Uroš V.
Štěpán Uroš V. (srbsky Стефан Урош V, Stefan Uroš V, asi 1336 – 1371) byl v letech 1355 až 1371 srbským králem a carem. Nedokázal navázat na úspěšného předchůdce Štěpána Dušana a za jeho vlády se Srbská říše postupně rozkládala.

## Biografie
Vládcem se stal roku 1355 po nečekané smrti svého předchůdce a otce Štěpána Dušana, za jehož vlády Srbsko dosáhlo velkého rozvoje a největšího územního rozsahu, sám Štěpán Dušan se prohlásil carem. Štěpán Uroš V. byl slabým panovníkem a pouze formální hlavou státu, vliv v jednotlivých oblastech získaly regionální šlechtické rody, v Makedonii se dokonce šlechtic Vukašin Mrnjavčević prohlásil roku 1366 králem.
Období vlády poznamenaly výboje osmanských Turků vrcholící bitvou na Marici roku 1371, v níž Turci zvítězili nad srbským vojskem a upevnili tak svou pozici pro další expanzi. Krátce po bitvě, ještě v roce 1371, Štěpán Uroš V. zemřel. Nezanechal mužského potomka, a stal se tak posledním panovníkem dynastie Nemanjićů.
V první polovině 17. století Štěpána Uroše V. svatořečil srbský patriarcha Pajsije.